# Літературний музей Прикарпаття
Літературний музей Прикарпаття — музей в Івано-Франківську. Розташований за адресою вулиця Б. Лепкого, 27. Відкрито 16 травня 1986 року. Налічує 40 тисяч експонатів. Експозиція музею розповідає про розвиток літературного процесу Прикарпатського краю від найдавніших часів до сьогодення.
Львівські стародруки XVII століття, рукописи, особисті речі письменників різних часів, про яких йдеться в експозиції музею, прижиттєві видання творів Івана Франка, Богдана Лепкого, Василя Стефаника, Леся Мартовича, Марка Черемшини, Наталії Кобринської, Михайла Яцківа, Ольги Дучимінської та інших письменників, матеріали про діяльність Станіславського літоб'єднання та обласної організації Національної спілки письменників України — найцінніші експонати музею.
Також розвинена в Літературному музеї Прикарпаття Шевченківська та Франкова тематика.
Музей підтримує робочі стосунки з письменниками та культурно-просвітницькими діячами Української діаспори США та Канади, Великої Британії та Словаччини, з письменниками Узбекистану, Румунії та Польщі.

## Зображення

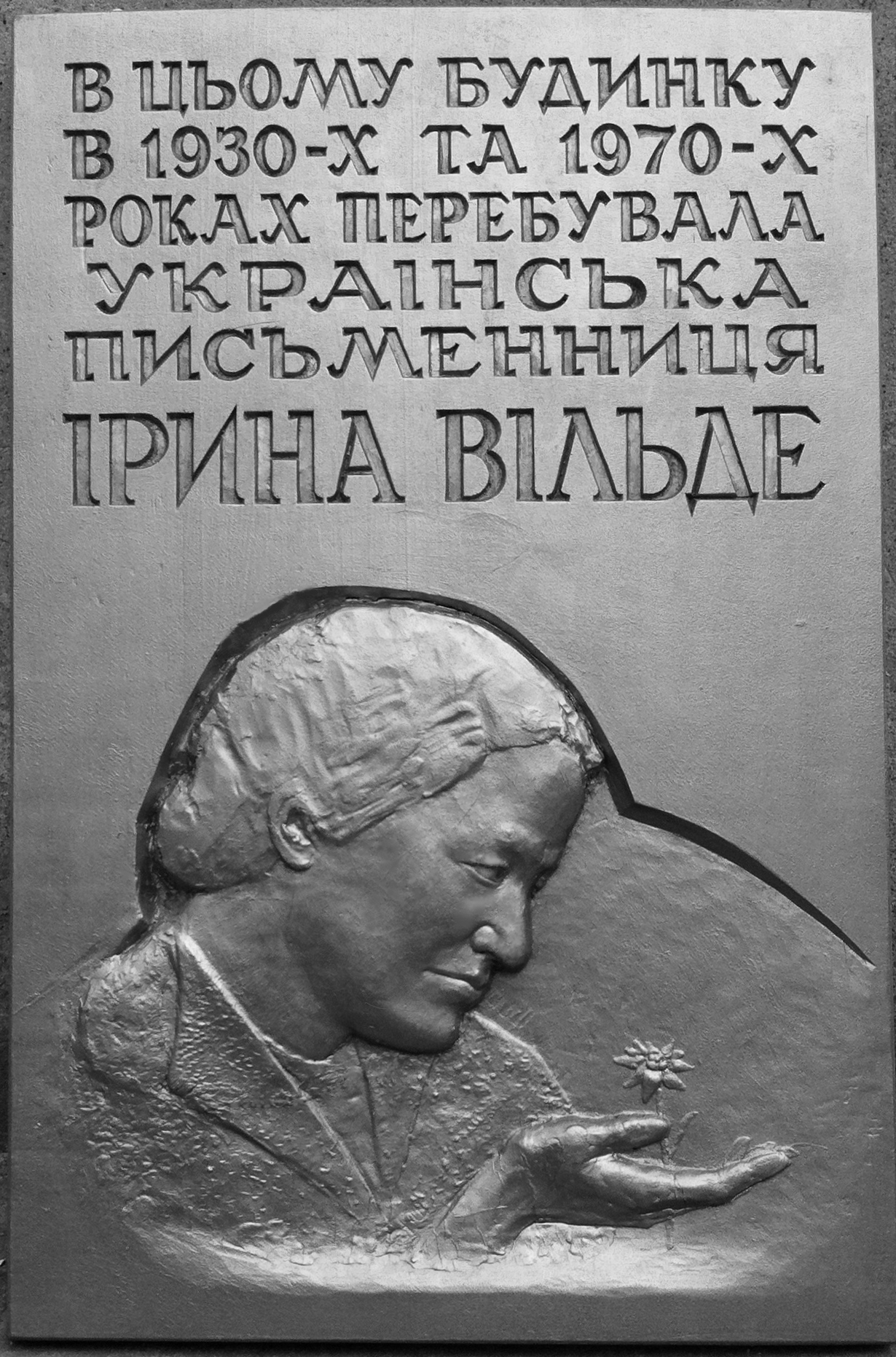
Меморіальна таблиця Ірині Вільде на будівлі Літературного музею Прикарпаття